# Gianluigi Donnarumma
Gianluigi Donnarumma (Castellammare di Stabia, 25 de fevereiro de 1999) é um futebolista italiano que atua como goleiro. Atualmente joga pela Seleção Italiana e está sem clube.
Seu irmão mais velho, Antonio, também é goleiro e profissionalizou-se no Milan.
Donnarumma iniciou sua carreira pelo Milan, onde se tornou o jogador mais jovem a estrear profissionalmente pela equipe com apenas 16 anos e 8 meses no ano de 2015.
Em solo italiano, porém, apesar de ter atingido o posto de titular desde muito cedo, careceu de títulos e deixou o clube em 2021 obtendo apenas Supercopa da Itália de 2016; individualmente, foi rapidamente reconhecido como uma grande promessa e foi elevado oficialmente ao posto de Melhor Goleiro do Campeonato Italiano de 2020–21. Por esta mesma época, suas grandes defesas levaram o atleta a ser condecorado com Prêmio Lev Yashin da France Football após vencer a Euro 2020 – onde também tornou-se o Melhor Goleiro e o Melhor Jogador – e ter outras performances de destaque na Itália.
Em 2021 assinou com o PSG e rapidamente venceu o prêmio de Melhor Goleiro da Ligue 1 de 2021–22, ainda que estivesse revezando tal função com o guarda-redes Keylor Navas dentro do elenco de Paris. Seus próximos anos o consolidaram como titular absoluto e o italiano voltaria a receber tal condecoração durante a temporada de 2023–24.
Mas foi durante a época 2024–25 que o jogador conquistou um título inédito pela equipe francesa. Após diversos anos de dominação na França, Donnarumma pôde dar fim ao desejo da diretoria e foi titular na conquista da Liga dos Campeões da UEFA – onde foi eleito o Melhor Goleiro.
No entanto, o PSG preferiu apostar na contratação de Lucas Chevalier, que havia vencido o prêmio de Melhor Goleiro da Ligue 1, e informou ao jogador que Gianluigi não seria novamente utilizado como titular. Isso trouxe insatisfação ao defensor, este que novamente foi indicado ao prêmio de Melhor Goleiro da Temporada pela France Football, e ambos os representantes entraram em um comum acordo para que fosse encerrado o ciclo do goleiro na equipe em agosto de 2025.

## Carreira

### Milan

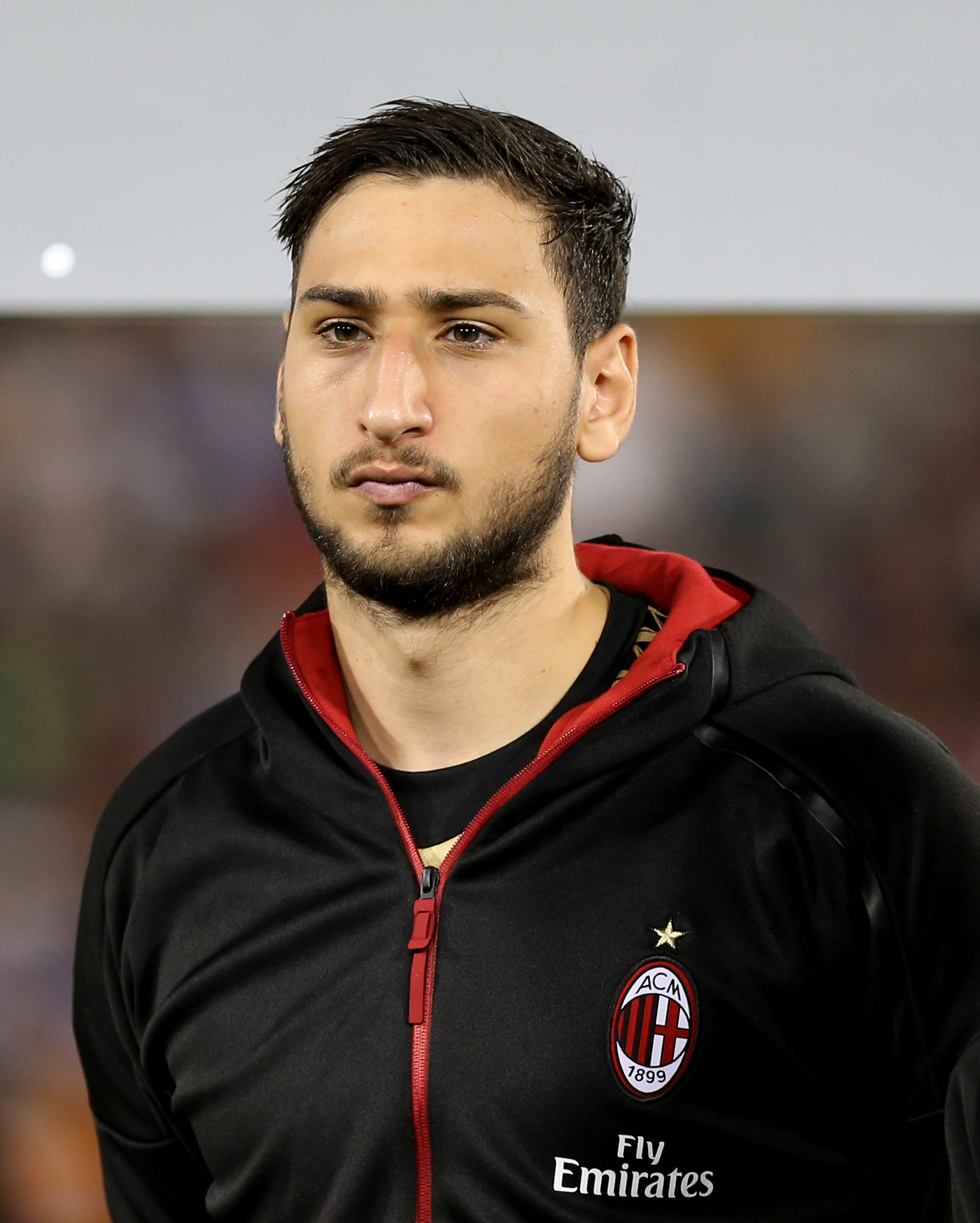
Donnarumma em 2016 pelo Milan.

Revelado nas categorias de base do Milan, Donnarumma foi promovido ao elenco principal pelo técnico Siniša Mihajlović, como terceira opção ao gol rossonero, ficando atrás dos experientes Diego López e Christian Abbiati. 
Sua primeira competição foi a International Champions Cup de 2015, na partida contra o Real Madrid, substituindo López aos 29 minutos do segundo tempo. Apesar de ter segurado o empate sem gols, o jovem goleiro perdeu um dos pênaltis na decisão (o outro pênalti desperdiçado foi do colombiano Carlos Bacca), vencida pelo Real por 10 a 9.
Em âmbito profissional, Donnarumma estreou em 25 de outubro de 2015, contra o Sassuolo, rendendo a ele o recorde de goleiro mais jovem a defender o rossonero, aos 16 anos e 8 meses de idade. A troca de goleiros foi uma decisão de Mihajlović, preocupado com o fraco desempenho de Diego López - antes da promoção do jovem à titularidade, o Milan vencera 3 jogos, empatara 1 e perdera outros 4. O sérvio disse ainda que Gianluigi representava "o futuro do futebol italiano".
Contra a Atalanta, ganhou destaque ao impedir várias chances de gol do clube de Bérgamo, e sua atuação foi decisiva para garantir um empate sem gols.
Em 30 de dezembro de 2017, em partida contra a Fiorentina, completou 100 jogos com a camisa do Milan. Em 12 de setembro de 2019, fechou o primeiro mês da temporada europeia de 2019–20 como o goleiro com o melhor aproveitamento em defesas, com 81,9% de intervenções bem sucedidas.
No final da temporada 2020–21, o seu contrato teria fim com o Milan, que fez de tudo para tentar convencer Gigio a renovar, porém as ofertas não agradaram o goleiro, que junto ao seu empresário Mino Raiola, pediam valores que estavam fora da realidade financeira do clube. 
Na temporada 2020–2021, Donnarumma obteve apenas 14 clean sheets em 45 partidas. Suas defesas e demais performances relevantes em com a equipe italiana, tal qual a Seleção – o que culminou no título da Euro 2020 –, puseram-no como um dos principais guarda-redes do mundo e Donnarumma levou o troféu Troféu Yashin, dado pela France Football ao melhor goleiro da temporada em 29 de novembro de 2021. Contudo, apesar da condecoração ter sido dada pelo seu desempenho no Milan, o goleiro só veio recebê-lo enquanto defendia as cores do seu próximo time.
Gianluigi chegou a ser cotado para ir para a Juventus, grande rival do Milan, Isso fez com que a torcida rossoneri ficasse enfurecida com ele, chamando de "traidor", "ingrato" e "mercenário". Depois de um momento de especulações acertou com o PSG
Donnarumma deixou o o time rossonero com 251 jogos, com 88 sem levar gol. Conquistou a Supertaça da Itália.

### Paris Saint-Germain

#### 2021–22
Em 16 de junho de 2021, Donnarumma assinou um contrato de cinco anos com o Paris Saint-Germain, conforme relatado por Fabrizio Romano e The Guardian. De acordo com relatos, o PSG ofereceu a ele um salário de 12 milhões de euros por temporada. Ele foi aprovado no exame médico em Florença no dia 21 de junho. No dia 14 de julho, o Paris Saint-Germain oficializou a contratação de Donnarumma, que assinou um contrato que durará até 30 de junho de 2026. No clube, vestiu a camisa 50.
| “                                                      | Estou muito feliz por fazer parte deste grande clube que é o Paris Saint-Germain. Sinto-me pronto para enfrentar este novo desafio e continuar a crescer aqui. Com o Paris, quero ganhar o máximo possível e dar alegria aos torcedores. | ” |
| — Gianluigi Donnarumma, em entrevista de apresentação. | |   |

Sua passagem pela equipe francesa foi extremamente positiva para sua carreira profissional e para consolidar-se como um dos principais goleiros da Europa. Assim que chegou em Paris, encontrou um elenco recheado de grandes jogadores como Neymar, Kylian Mbappé e Lionel Messi. No entanto, os franceses ainda possuíam Keylor Navas, guarda-redes multicampeão pelo Real Madrid, sendo o camisa 1 do elenco. Desde modo, Gianluigi tivera de enfrentar forte concorrência durante todo decorrer da Ligue 1 de 2021–22 – o que fez com que ele disputasse somente 17 partidas e teve uma média de um gol por jogo, ainda que, de fato, tivesse mantido a meta limpa em cinco oportunidades.
Mesmo com a disputa ativa com Navas, Gianluigi foi eleito o Melhor Goleiro do Campeonato, do mesmo modo que figurou no Time do Ano da Ligue 1.
Em solo francês, participou da conquista do Campeonato Francês, mas esteve em campo quando o clube foi eliminado pelo OGC Nice nas Oitavas de Final da Copa da França de Futebol de 2021–22 nas penalidades. Por lá, chegou a defender uma cobrança de Andy Delort, mas os demais atletas da equipe adversária acertaram seus chutes enquanto Leandro Paredes e Xavi Simons tiveram suas batidas defendidas por Marcin Bulka.
Donnarumma foi mais ativo nos jogos da Liga dos Campeões da UEFA de 2021–22, tendo disputado 50% dos jogos da Fase de Grupos enquanto alternava regularmente com Navas. Em três partidas, venceu todos os jogos e manteve o primeiro clean sheet da equipe na edição ao impedir o ataque do Manchester City de estufar as redes – algo que o goleiro costarriquenho não pôde realizar. Em seu segundo jogo, sofreu dois gols do RB Leipzig, mas conseguiu defender um pênalti do atacante André Silva aos 12 minutos. Nos acréscimos do segundo tempo, Dominik Szoboszlai acertou uma penalidade que garantiu o empate no placar.
Assumindo a titularidade nas Oitavas, contudo, Gianluigi, inicialmente, contribuiu para mais um jogo sem levar gols na partida de ida contra o Real Madrid, mas o jogo seguinte, no Estádio Santiago Bernabéu, reservou um Hat-trick de Karim Benzema que eliminou a equipe francesa precocemente. Em tal jogo, tivera um momento em que foi duramente criticado ao tentar sair com a bola nos pés e perdê-la na sequência para o atacante francês – o que resultou em um dos tentos.
A disputa com Navas logo mostrou-se um forte ponto de insatisfação dos dois goleiros. Ao longo da época, o revezamento feito pelo treinador Mauricio Pochettino foi criticado pelos dois atletas e a direção técnica do time de Paris teve de decidir quem seria colocado no posto de titular sem que fosse frequentemente trocado. Quando Christophe Galtier assumiu o comando, foi decidido que o italiano seria o principal nome defendendo o gol francês enquanto o costarriquenho, por perder o espaço, foi cedido por empréstimo para outro clube em janeiro de 2023.

#### 2022–23
Assumindo a camisa 99, Donnarumma viu o novo técnico colocá-lo em uma posição de autoridade no gol parisiense. Já em seu primeiro jogo oficial, foi titular na conquista da Supercopa da França de 2022 – título que o PSG havia perdido na época passada com Navas sendo o goleiro.
Enquanto assumiu a titularidade, mostrava grandes performances e novamente defendeu um pênalti na temporada. Na 7ª rodada da Ligue 1, impediu que Islam Slimani empatasse o marcador e garantiu a vitória por 1–0 diante o Stade Brestois 29. Ao longo do Campeonato, participou de 100% dos jogos e sofreu 40 gols em 38 partidas, mas manteve as redes sem sofrer gols em 13 jogos. Desse modo, tornou-se o terceiro guarda-redes que menos foi vazado na edição, somente atrás de Yehvann Diouf (14) e Brice Samba (15).
Donnarumma manteve a solidez do time na Ligue 1 da época, pois a concluiu vencendo o troféu novamente. No entanto, o resultado da Copa da França foi novamente insatisfatório. Navas havia jogado os dois jogos anteriores e ajudado ao time a vencer ambos e conquistar uma vaga nas Oitavas. Enfrentando o Olympique de Marseille, porém, o estrelado elenco de Paris não conseguiu superá-los e foram eliminados por 2–1 na estreia de Gianluigi na competição.
Quando performou na Liga dos Campeões da UEFA de 2022–23 ajudou o clube a chegar nas Oitavas novamente, mas não conseguiu manter a meta limpa em nenhuma oportunidade. Quando avançaram da Fase de Grupos, em segundo, tiveram de enfrentar o FC Bayern München e perderam os dois jogos, culminando em um placar agregado de 3–0.

#### 2023–24
Durante este período, tivera momentos diversos ao longo dos jogos. Em janeiro de 2024, conquistou a Supercopa da França de 2023 diante o Toulouse Football Club por 2–0 e mostrou qualidade ao defender mais uma cobrança de pênalti na 18ª rodada diante o RC Lens em um novo triunfo por 2–0 no mesmo mês.
Apesar disso, no começo de dezembro de 2023, disputou apenas 10 minutos da 14ª rodada da Ligue 1 e realizou uma falta grave, onde elevou seu pé até que ele acertasse o rosto do atacante do Havre Athletic Club, e recebesse um cartão vermelho. Ao deixar o gramado, viu o novo treinador Luis Enrique colocar Arnau Tenas para defender a meta – o que também ocorreu nos próximos jogos em que o italiano cumpria suspensão. Por vezes, quando Luis optou por deixar Donnarumma no banco, Keylor Navas foi novamente posto entre os 11 iniciais, mas o camisa 99 manteve-se regularmente abaixo das traves na conquista de seu tricampeonato francês.
Donnarumma concluiu a época de Ligue 1 com 10 clean sheets, mas ficou longe de alcançar os 17 feitos por Marcin Bulka. Apesar disso, foi novamente eleito o Melhor Goleiro do Campeonato, do mesmo modo que figurou pela segunda vez o Time do Ano da Ligue 1.
Pela primeira vez desde que chegou no clube, pôde passar das Oitavas de Final da Copa da França de Futebol de 2023–24. Ao fazer isso, contribuiu ativamente sendo titular nos jogos seguintes até que a equipe vencesse o Olympique Lyonnais na decisão por 2–1. Desse modo, conquistou a tríplice coroa de títulos franceses pela primeira vez desde que assinou com o PSG.
Donnarumma também conseguiu ter sua melhor campanha desde que chegou na Liga dos Campeões da UEFA de 2023–24. Performando em 100% dos jogos, ele ajudou o time a conquistar oito pontos e rumar às Oitavas, onde contemplou os franceses eliminarem a Real Sociedad de Fútbol. Mesmo que tenham perdido o jogo de ida por 3–2 diante o Futbol Club Barcelona, ajudou a equipe de Paris a sobressair-se no jogo de volta aplicando uma goleada por 4–1. No entanto, na semifinal, perdeu os dois jogos para o Borussia Dortmund e foram eliminados após o placar agregado mostrar 2–0 aos alemães.

#### 2024–25

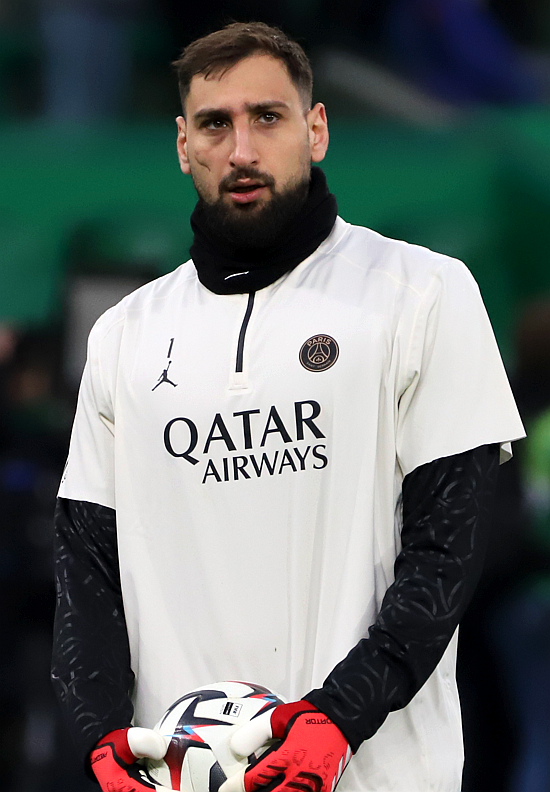
Donnarumma em 2025.

Antes de começar a temporada, Gianluigi foi informado de que ele não poderia mais usar a camisa 99, tão característica de sua carreira, por conta das novas regras de numeração da Ligue 1. Assim, pela primeira vez desde que assinara com o PSG, o italiano assumiu a camisa 1.
Esta época foi de momentos variados e delicados para o defensor italiano. Ainda que ele fosse novamente o titular no time que venceu a Supercopa da França de 2024 sem levar nenhum gol e tenha sido o capitão do PSG em algumas oportunidades sob o comando de Luis Enrique, não obteve a titularidade em 100% dos jogos da equipe. De fato, performou por 24 dos 34 jogos de Ligue 1, mas ficou de fora de dez partidas apenas por opção do comandante no seu tetracampeonato francês.
Quando os jogadores receberam os prêmios individuais, o elenco do PSG contemplou o Time do Ano quase que integralmente; apenas Rayan Cherki (meio-campista do Lyon) e o goleiro Lucas Chevalier figuraram entre os melhores sem fazer parte da equipe da capital. Assim, a diretoria cogitava fortemente contratar Lucas para o gol, fazendo com que a titularidade de Donnarumma para próxima época passasse a ser incerta.
Gianluigi fez parte do elenco campeão da Copa da França, mas não participou de nenhum jogo e viu o seu reserva Matvei Safonov performar nos jogos que esteve ausente – incluindo a final vencida diante o Stade de Reims por 3–0.

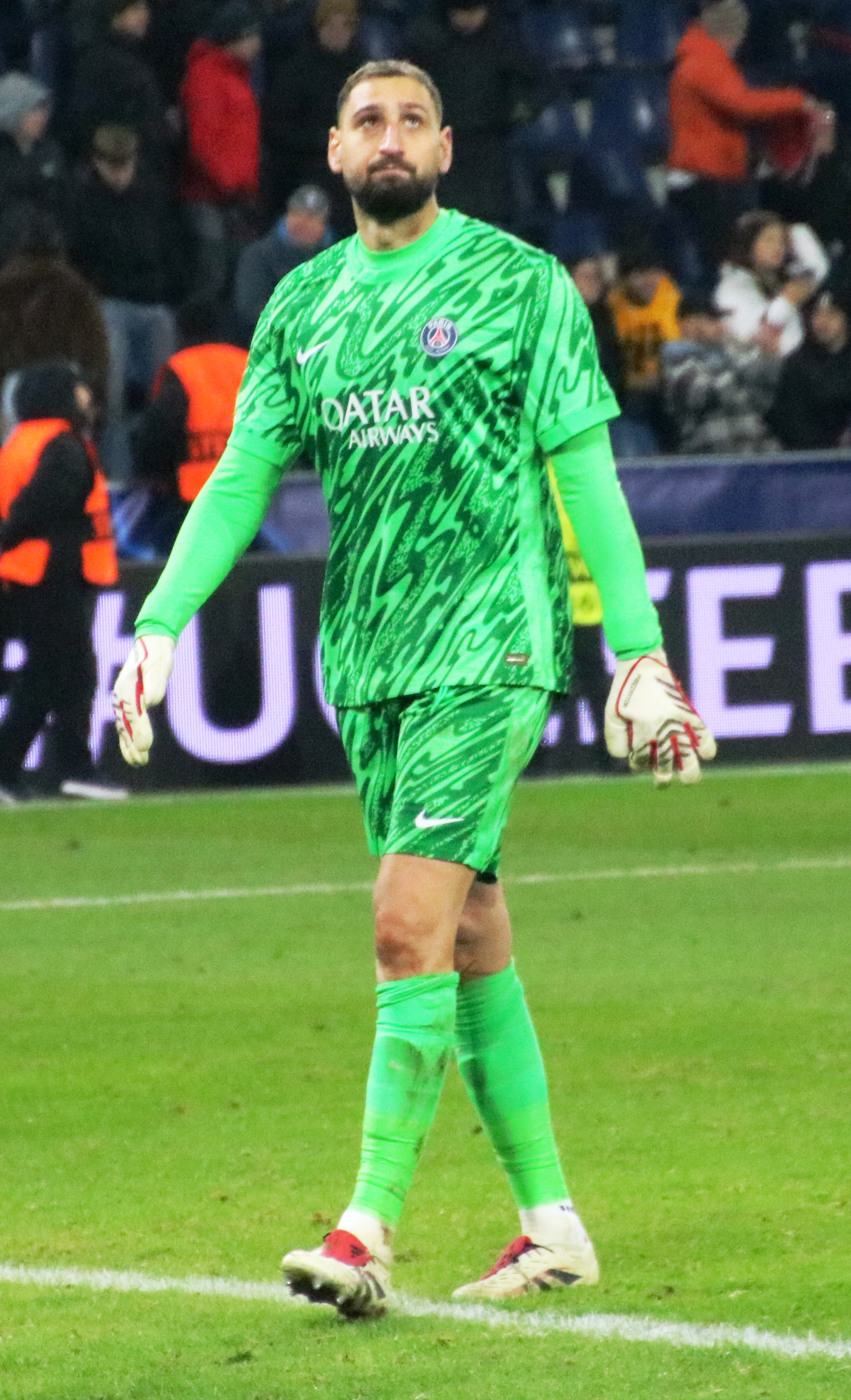
Donnarumma pela Liga dos Campeões em 2025.

Donnarumma não esteve em campo na estreia da equipe na Liga dos Campeões da UEFA de 2024–25, mas voltou aos gramados no segundo jogo e viu o PSG perder a partida por 2–0 contra o Arsenal. A equipe de Paris enfrentou muita dificuldade para encontrar resultados positivos, pois não venceu nenhum dos três primeiros jogos que o italiano esteve no gol. Assim, na quinta rodada, retiraram-no para Safonov integrar o time titular. Contudo, eles foram novamente derrotados ao FC Bayern München por 1–0 e tinham sua classificação à próxima Fase em risco.
Nos últimos três jogos possíveis, Luis pôs o italiano abaixo das traves mais uma vez e viu a equipe conseguiu três triunfos consecutivos. Deste modo, tiveram vaga às Pré-Oitavas, onde Donnarumma manteve a meta limpa nos dois jogos diante o Stade Brestois 29. Na partida seguinte, diante o Liverpool, perderam o jogo de ida por 1–0, onde teve uma performance criticada no único gol do jogo, mas igualaram o placar no jogo de volta com um tento solitário de Ousmane Dembélé. Na Disputa por pênaltis, o italiano segurou uma bola chutada por Darwin Núñez e Curtis Jones e ajudou o PSG a se classificar.
Eventualmente, foi titular e eficiente nas demais partidas onde o PSG eliminou seguidamente equipes inglesas, sendo o Aston Villa nas Quartas e o Arsenal na semifinal. Quando rumaram ao jogo que daria o título, a equipe de Luis Enrique foi extremamente eficiente e garantiu o título inédito da Liga dos Campeões para o Paris Saint-Germain pelo placar de 5–0. Ao fim da edição, integrou o Elenco da Temporada.

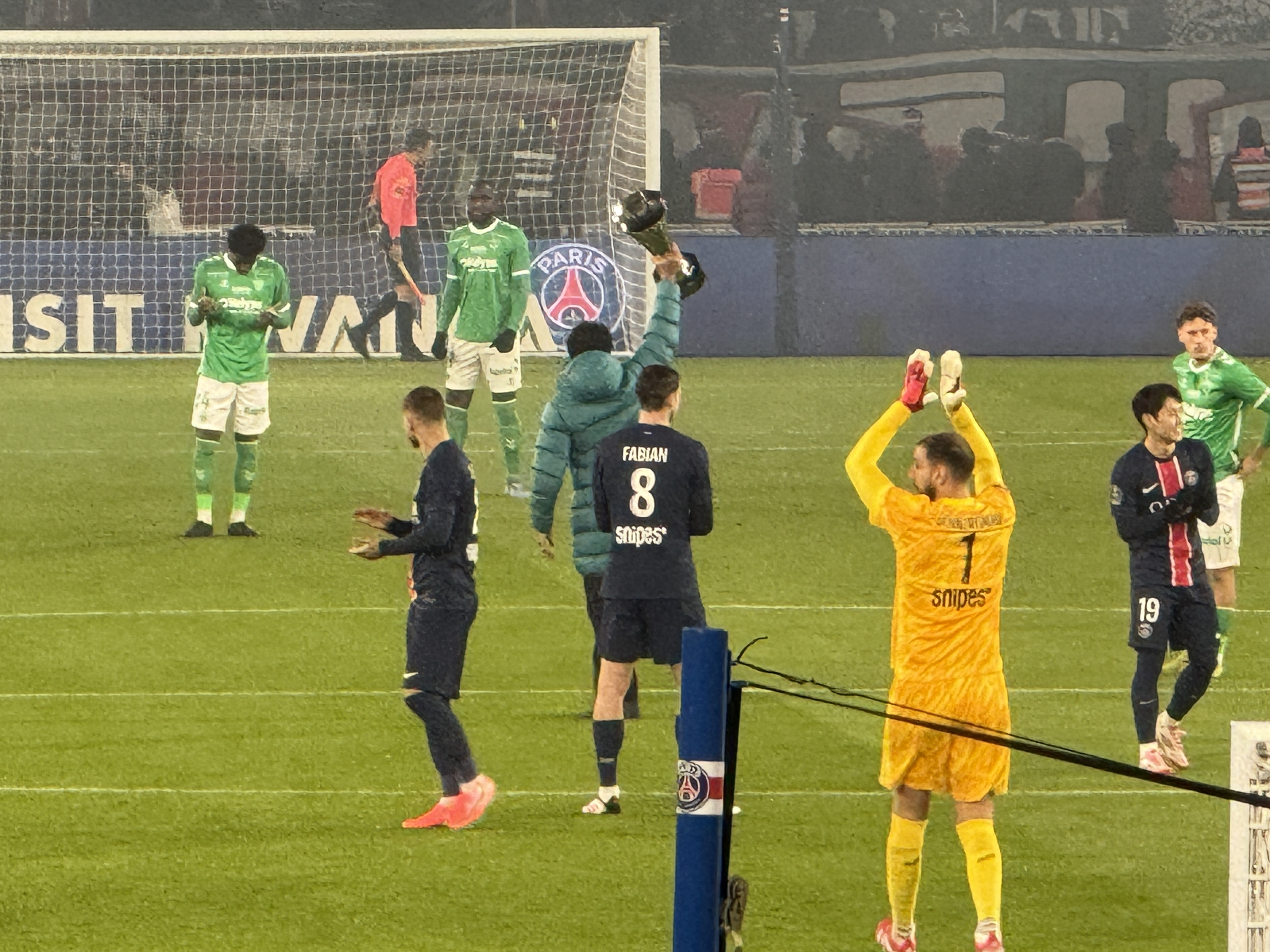
Donnarumma em campo em 2025.

Eventualmente, a equipe obteve vaga para disputa do Mundial de Clubes FIFA de 2025, onde o jogador tivera uma boa quantidade de clean sheets. Ele foi titular em 100% da campanha finalista e sofreu gol apenas em dois jogos: o primeiro no segundo jogo da Fase de Grupos, onde foram derrotados pelo tento solitário de Igor Jesus que deu ao Botafogo os três pontos; e a final, onde Cole Palmer (duas vezes) e João Pedro que deram o título ao Chelsea após uma vitória por 3–0.
Ao fim da temporada, viu sua titularidade ser ameaçada pela contratação de Lucas Chevalier. Desse modo, a mídia local indicava duas ações que Donnarumma teria em mente: continuar no PSG e brigar pela sua titularidade, ou aceitar ouvir propostas de outras equipes para deixar o time francês. Antes que alguma decisão oficial fosse tomada, o italiano viu a France Football indicá-lo novamente ao prêmio de Melhor Goleiro da Temporada – ao qual era um dos grandes favoritos – bem como ser um dos 30 nomes elegíveis à Ballon d'Or 2025.
Após 161 jogos, no dia 12 de agosto de 2025, Gianluigi optou por rescindir seu contrato com o time francês. A diretoria do PSG havia informado ao goleiro de que ele não seria relacionado para disputa da Supercopa da UEFA de 2025, do mesmo modo que o treinador afirmou que havia decidido pela saída do italiano. Donnarumma, em carta aberta na sua despedida oficial, disse estar "decepcionado e triste". Enquanto ainda estava sob contrato, recebera sondagens de outros clubes e acertou os termos pessoais com o Manchester City após pedido de Pep Guardiola. No entanto, nada entre os representantes foi assinado antes do guarda-redes deixar a França definitivamente.

## Seleção Italiana

#### Base

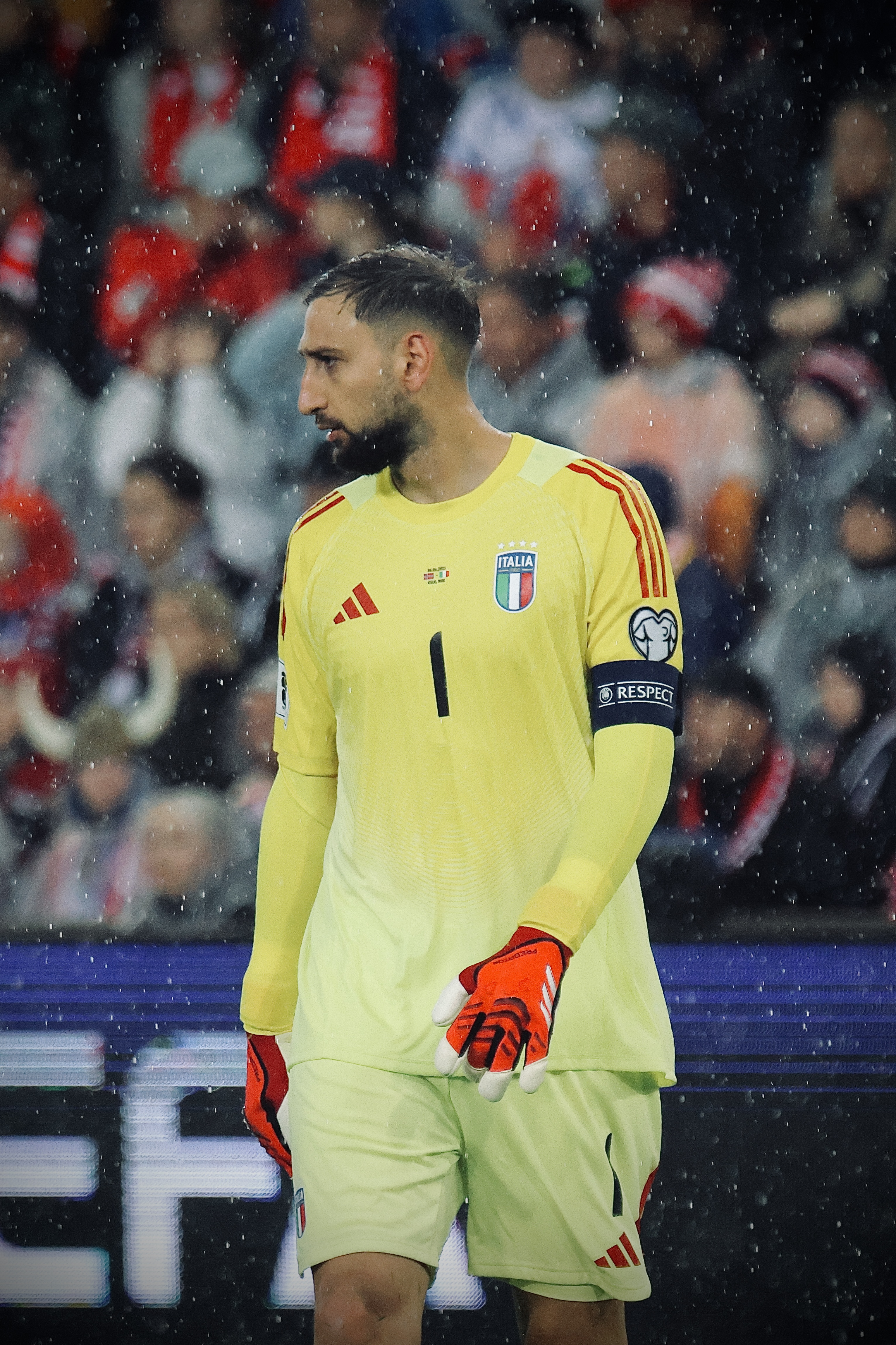
Donnarumma pela Seleção Italiana em 2025.

Em 2014, Donnarumma representou as seleções sub-15, 16 e 17 da Itália. Credenciado por suas boas atuações, o goleiro foi agraciado com a convocação para a equipe sub-21, contra Sérvia e Lituânia.

### Seleção Italiana
Em 2016, tornou-se o futebolista mais jovem a defender a Seleção Italiana em um século.
Donnarumma disputou a Eurocopa de 2020 pela Seleção Italiana, sendo eleito o melhor jogador da competição. O goleiro teve grande destaque com a Seleção Italiana ao realizar defesas importantes e defesas de pênalti, incluindo as defesas de pênalti que deram o título da Eurocopa para a Itália.

## Estatísticas
Atualizado até 15 de junho de 2025.

### Clubes
| Equipe              | Temporada         | Campeonato nacional | Campeonato nacional | Copas nacionais | Copas nacionais | Competições continentais | Competições continentais | Total | Total |
| Equipe              | Temporada         | Jogos               | Gols                | Jogos           | Gols            | Jogos                    | Gols                     | Jogos | Gols  |
| ------------------- | ----------------- | ------------------- | ------------------- | --------------- | --------------- | ------------------------ | ------------------------ | ----- | ----- |
| Milan               | 2015–16           | 30                  | 0                   | 1               | 0               | –                        | –                        | 31    | 0     |
| Milan               | 2016–17           | 38                  | 0                   | 3               | 0               | –                        | –                        | 41    | 0     |
| Milan               | 2017–18           | 38                  | 0                   | 4               | 0               | 11                       | 0                        | 53    | 0     |
| Milan               | 2018–19           | 36                  | 0                   | 3               | 0               | 0                        | 0                        | 39    | 0     |
| Milan               | 2019–20           | 36                  | 0                   | 3               | 0               | –                        | –                        | 39    | 0     |
| Milan               | 2020–21           | 37                  | 0                   | 0               | 0               | 11                       | 0                        | 48    | 0     |
| Milan               | Total             | 215                 | 0                   | 14              | 0               | 22                       | 0                        | 251   | 0     |
| Paris Saint-Germain | 2021–22           | 17                  | 0                   | 2               | 0               | 5                        | 0                        | 24    | 0     |
| Paris Saint-Germain | 2022–23           | 38                  | 0                   | 2               | 0               | 8                        | 0                        | 48    | 0     |
| Paris Saint-Germain | 2023–24           | 25                  | 0                   | 5               | 0               | 12                       | 0                        | 42    | 0     |
| Paris Saint-Germain | 2024–25           | 24                  | 0                   | 1               | 0               | 16                       | 0                        | 41    | 0     |
| Paris Saint-Germain | Total             | 104                 | 0                   | 10              | 0               | 41                       | 0                        | 155   | 0     |
| Total na carreira   | Total na carreira | 319                 | 0                   | 24              | 0               | 63                       | 0                        | 406   | 0     |

### Seleção Italiana
Expanda a caixa de informações para conferir todos os jogos deste jogador, pela sua seleção nacional.
Sub-21
|    | Data                 | Local                                                | Resultado | Adversário | Gol(s) | Competição                |
| -- | -------------------- | ---------------------------------------------------- | --------- | ---------- | ------ | ------------------------- |
| 1. | 24 de março de 2016  | Regional Sports Centre, Waterford                    | 4–1       | Irlanda    | 0      | Elim. Europeu Sub-21 2017 |
| 2. | 29 de março de 2016  | Estadi Comunal d'Andorra la Vella, Andorra-a-Velha   | 1–0       | Andorra    | 0      | Elim. Europeu Sub-21 2017 |
| 3. | 10 de agosto de 2016 | Stadio Riviera delle Palme, San Benedetto del Tronto | 0–0       | Albânia    | 0      | Amistoso                  |

Seleção Principal
|     | Data                   | Local                                           | Resultado   | Adversário           | Gol(s) | Competição                      |
| --- | ---------------------- | ----------------------------------------------- | ----------- | -------------------- | ------ | ------------------------------- |
| 1.  | 1 de setembro de 2016  | Estádio San Nicola, Bari                        | 1–3         | França               | 0      | Amistoso                        |
| 2.  | 15 de novembro de 2016 | Estádio Giuseppe Meazza, Milão                  | 0–0         | Alemanha             | 0      | Amistoso                        |
| 3.  | 28 de março de 2017    | Amsterdam Arena, Amesterdão                     | 2–1         | Países Baixos        | 0      | Amistoso                        |
| 4.  | 7 de junho de 2017     | Allianz Riviera, Nice                           | 3–0         | Uruguai              | 0      | Amistoso                        |
| 5.  | 27 de março de 2018    | Estádio de Wembley, Londres                     | 1–1         | Inglaterra           | 0      | Amistoso                        |
| 6.  | 28 de maio de 2018     | AFG Arena, St. Gallen                           | 2–1         | Arábia Saudita       | 0      | Amistoso                        |
| 7.  | 7 de setembro de 2018  | Estádio Renato Dall'Ara, Bologna                | 1–1         | Polónia              | 0      | Liga das Nações da UEFA A       |
| 8.  | 10 de setembro de 2018 | Estádio da Luz, Lisboa                          | 0–1         | Portugal             | 0      | Liga das Nações da UEFA A       |
| 9.  | 10 de outubro de 2018  | Estádio Luigi Ferraris, Gênova                  | 1–1         | Ucrânia              | 0      | Amistoso                        |
| 10. | 14 de outubro de 2018  | Stadion Śląski, Chorzów                         | 1–0         | Polónia              | 0      | Liga das Nações da UEFA A       |
| 11. | 17 de novembro de 2018 | Estádio San Siro, Milão                         | 0–0         | Portugal             | 0      | Liga das Nações da UEFA A       |
| 12. | 23 de março de 2019    | Estádio Friuli, Údine                           | 2–0         | Finlândia            | 0      | Elim. Eurocopa 2020             |
| 13. | 5 de setembro de 2019  | Estádio Republicano, Erevan                     | 3–1         | Armênia              | 0      | Elim. Eurocopa 2020             |
| 14. | 8 de setembro de 2019  | Estádio de Tampere, Tampere                     | 2–1         | Finlândia            | 0      | Elim. Eurocopa 2020             |
| 15. | 12 de outubro de 2019  | Estádio Olímpico de Roma, Roma                  | 2–0         | Grécia               | 0      | Elim. Eurocopa 2020             |
| 16. | 15 de novembro de 2019 | Estádio Bilino Polje, Zenica                    | 3–0         | Bósnia e Herzegovina | 0      | Elim. Eurocopa 2020             |
| 17. | 4 de setembro de 2020  | Estádio Artemio Franchi, Florença               | 1–1         | Bósnia e Herzegovina | 0      | Liga das Nações da UEFA A       |
| 18. | 7 de setembro de 2020  | Johan Cruijff Arena, Amesterdão                 | 1–0         | Países Baixos        | 0      | Liga das Nações da UEFA A       |
| 19. | 11 de outubro de 2020  | Stadion Energa Gdańsk, Danzigue                 | 0–0         | Polónia              | 0      | Liga das Nações da UEFA A       |
| 20. | 14 de outubro de 2020  | Estádio Atleti Azzurri d'Italia, Bérgamo        | 1–1         | Países Baixos        | 0      | Liga das Nações da UEFA A       |
| 21. | 15 de novembro de 2020 | Estádio Mapei, Régio da Emília                  | 2–0         | Polónia              | 0      | Liga das Nações da UEFA A       |
| 22. | 18 de novembro de 2020 | Estádio Grbavica, Sarajevo                      | 2–0         | Bósnia e Herzegovina | 0      | Liga das Nações da UEFA A       |
| 23. | 25 de março de 2021    | Estádio Ennio Tardini, Parma                    | 2–0         | Irlanda do Norte     | 0      | Elim. Copa do Mundo 2022        |
| 24. | 28 de março de 2021    | Estádio Nacional Vasil Levski, Sófia            | 2–0         | Bulgária             | 0      | Elim. Copa do Mundo 2022        |
| 25. | 31 de março de 2021    | Estádio LFF, Vilnius                            | 2–0         | Lituânia             | 0      | Elim. Copa do Mundo 2022        |
| 26. | 4 de junho de 2021     | Estádio Renato Dall'Ara, Bolonha                | 4–0         | Tchéquia             | 0      | Amistoso                        |
| 27. | 11 de junho de 2021    | Estádio Olímpico de Roma, Roma                  | 3–0         | Turquia              | 0      | Eurocopa 2020                   |
| 28. | 16 de junho de 2021    | Estádio Olímpico de Roma, Roma                  | 3–0         | Suíça                | 0      | Eurocopa 2020                   |
| 29. | 20 de junho de 2021    | Estádio Olímpico de Roma, Roma                  | 1–0         | País de Gales        | 0      | Eurocopa 2020                   |
| 30. | 26 de junho de 2021    | Estádio de Wembley, Londres                     | 2–1         | Áustria              | 0      | Eurocopa 2020                   |
| 31. | 2 de julho de 2021     | Allianz Arena, Munique                          | 2–1         | Bélgica              | 0      | Eurocopa 2020                   |
| 32. | 6 de julho de 2021     | Estádio de Wembley, Londres                     | (4) 1–1 (2) | Espanha              | 0      | Eurocopa 2020                   |
| 33. | 11 de julho de 2021    | Estádio de Wembley, Londres                     | (3) 1–1 (2) | Inglaterra           | 0      | Eurocopa 2020                   |
| 34. | 2 de setembro de 2021  | Estádio Artemio Franchi, Florença               | 1–1         | Bulgária             | 0      | Elim. Copa do Mundo 2022        |
| 35. | 5 de setembro de 2021  | St. Jakob-Park, Basileia                        | 0–0         | Suíça                | 0      | Elim. Copa do Mundo 2022        |
| 36. | 8 de setembro de 2021  | Estádio Mapei, Régio da Emília                  | 5–0         | Lituânia             | 0      | Elim. Copa do Mundo 2022        |
| 37. | 6 de outubro de 2021   | Estádio Giuseppe Meazza, Milão                  | 1–2         | Espanha              | 0      | Liga das Nações da UEFA A       |
| 38. | 10 de outubro de 2021  | Juventus Stadium, Turim                         | 2–1         | Bélgica              | 0      | Liga das Nações da UEFA A       |
| 39. | 12 de novembro de 2021 | Estádio Olímpico de Roma, Roma                  | 1–1         | Suíça                | 0      | Elim. Copa do Mundo 2022        |
| 40. | 15 de novembro de 2021 | Windsor Park, Belfast                           | 0–0         | Irlanda do Norte     | 0      | Elim. Copa do Mundo 2022        |
| 41. | 24 de março de 2022    | Estádio Renzo Barbera, Palermo                  | 0–1         | Macedônia do Norte   | 0      | Elim. Copa do Mundo 2022        |
| 42. | 29 de março de 2022    | Estádio Municipal Metropolitano de Cônia, Cônia | 3–2         | Turquia              | 0      | Amistoso                        |
| 43. | 1 de junho de 2022     | Estádio de Wembley, Londres                     | 0–3         | Argentina            | 0      | Copa dos Campeões CONMEBOL–UEFA |
| 44. | 4 de junho de 2022     | Estádio Renato Dall'Ara, Bologna                | 1–1         | Alemanha             | 0      | Liga das Nações da UEFA A       |
| 45. | 7 de junho de 2022     | Stadio Dino Manuzzi, Cesena                     | 2–1         | Hungria              | 0      | Liga das Nações da UEFA A       |
| 46. | 11 de junho de 2022    | Molineux Stadium, Wolverhampton                 | 0–0         | Inglaterra           | 0      | Liga das Nações da UEFA A       |
| 47. | 14 de junho de 2022    | Borussia-Park, Mönchengladbach                  | 2–5         | Alemanha             | 0      | Liga das Nações da UEFA A       |
| 48. | 23 de setembro de 2022 | Estádio Giuseppe Meazza, Milão                  | 1–0         | Inglaterra           | 0      | Liga das Nações da UEFA A       |
| 49. | 26 de setembro de 2022 | Puskás Aréna, Budapeste                         | 2–0         | Hungria              | 0      | Liga das Nações da UEFA A       |
| 50. | 20 de novembro de 2022 | Ernst-Happel-Stadion, Viena                     | 0–2         | Áustria              | 0      | Amistoso                        |
| 51. | 23 de março de 2023    | Estádio Diego Armando Maradona, Nápoles         | 1–2         | Inglaterra           | 0      | Elim. Eurocopa 2024             |
| 52. | 26 de março de 2023    | Estádio Nacional de Ta' Qali, Ta' Qali          | 2–0         | Malta                | 0      | Elim. Eurocopa 2024             |
| 53. | 15 de junho de 2023    | De Grolsch Veste, Enschede                      | 1–2         | Espanha              | 0      | Liga das Nações da UEFA A       |
| 54. | 18 de junho de 2023    | De Grolsch Veste, Enschede                      | 3–2         | Países Baixos        | 0      | Liga das Nações da UEFA A       |
| 55. | 9 de setembro de 2023  | Arena Toše Proeski, Escópia                     | 1–1         | Macedônia do Norte   | 0      | Elim. Eurocopa 2024             |
| 56. | 12 de setembro de 2023 | Estádio Giuseppe Meazza, Milão                  | 2–1         | Ucrânia              | 0      | Elim. Eurocopa 2024             |
| 57. | 14 de outubro de 2023  | Estádio San Nicola, Bari                        | 4–0         | Malta                | 0      | Elim. Eurocopa 2024             |
| 58. | 17 de outubro de 2023  | Estádio de Wembley, Londres                     | 1–3         | Inglaterra           | 0      | Elim. Eurocopa 2024             |
| 59. | 17 de novembro de 2023 | Estádio Olímpico de Roma, Roma                  | 5–2         | Macedônia do Norte   | 0      | Elim. Eurocopa 2024             |
| 60. | 20 de novembro de 2023 | BayArena, Leverkusen                            | 0–0         | Ucrânia              | 0      | Elim. Eurocopa 2024             |
| 61. | 21 de março de 2024    | Lockhart Stadium, Fort Lauderdale               | 2–1         | Venezuela            | 0      | Amistoso                        |
| 62. | 9 de junho de 2024     | Estádio Carlo Castellani, Empoli                | 1–0         | Bósnia e Herzegovina | 0      | Amistoso                        |
| 63. | 15 de junho de 2024    | Signal Iduna Park, Dortmund                     | 2–1         | Albânia              | 0      | Eurocopa 2024                   |
| 64. | 20 de junho de 2024    | Veltins-Arena, Gelsenkirchen                    | 0–1         | Espanha              | 0      | Eurocopa 2024                   |
| 65. | 24 de junho de 2024    | Red Bull Arena, Leipzig                         | 1–1         | Croácia              | 0      | Eurocopa 2024                   |
| 66. | 29 de junho de 2024    | Estádio Olímpico de Berlim, Berlim              | 0–2         | Suíça                | 0      | Eurocopa 2024                   |
| 67. | 6 de setembro de 2024  | Parc des Princes, Paris                         | 3–1         | França               | 0      | Liga das Nações da UEFA A       |
| 68. | 9 de setembro de 2024  | Bozsik Arena, Budapeste                         | 2–1         | Israel               | 0      | Liga das Nações da UEFA A       |
| 69. | 10 de outubro de 2024  | Estádio Olímpico de Roma, Roma                  | 2–2         | Bélgica              | 0      | Liga das Nações da UEFA A       |
| 70. | 14 de novembro de 2024 | Estádio Rei Balduíno, Bruxelas                  | 1–0         | Bélgica              | 0      | Liga das Nações da UEFA A       |
| 71. | 20 de março de 2025    | Estádio Giuseppe Meazza, Milão                  | 1–2         | Alemanha             | 0      | Liga das Nações da UEFA A       |
| 72. | 23 de março de 2025    | Signal Iduna Park, Dortmund                     | 3–3         | Alemanha             | 0      | Liga das Nações da UEFA A       |
| 73. | 6 de junho de 2025     | Ullevaal Stadion, Oslo                          | 0–3         | Noruega              | 0      | Elim. Copa do Mundo 2026        |
| 74. | 9 de junho de 2025     | Mapei Stadium, Régio da Emília                  | 2–0         | Moldávia             | 0      | Elim. Copa do Mundo 2026        |

## Títulos
Milan
- Supercopa da Itália: 2016

Paris Saint-Germain
- Campeonato Francês: 2021–22, 2022–23, 2023–24 e 2024–25[92]
- Supercopa da França: 2022, 2023 e 2024
- Copa da França: 2023–24 e 2024–25[93]
- Liga dos Campeões da UEFA: 2024–25[94]

Seleção italiana
- Eurocopa: 2020

### Prêmios individuais
- 50 jovens promessas do futebol mundial de 2016 (La Gazzetta dello Sport)[95]
- 60 jovens promessas do futebol mundial de 2016 (The Guardian)[96]
- 80º melhor jogador do ano de 2016 (The Guardian)[97]
- Golden Boy Italiano de 2019 (Tuttosport)[98]
- Melhor jovem do ano de 2017 (FourFourTwo)[99]
- Time do Ano do Campeonato Italiano: 2019–20[100], 2020–21[101]
- Melhor goleiro do  Campeonato Italiano: 2020–21
- Melhor jogador da Eurocopa 2020[90]
- Equipe Ideal da Eurocopa: 2020 [6]
- Yashin Trophy: 2021
- Melhor Goleiro do Mundo pela IFFHS: 2021
- Globe Soccer Awards Melhor Goleiro do Ano: 2021
- Melhor Goleiro da Ligue 1: 2021–22, 2023–24
- Seleção da Ligue 1: 2021–22, 2023–24
- Elenco Ideal da Liga dos Campeões da UEFA: 2024–25[10]

### Ordem
- Cavaleiro da Ordem do Mérito da República da Itália: 2021[102]